# 河南汝南警察酒驾案
河南汝南县警察酒驾案，也称汝南酒驾案，是指2011年10月29日14时40分，河南省驻马店市汝南县梁祝镇派出所所长王银鹏酒后驾驶警车在汝南县汽车站附近失控撞人，致5人死亡3人受伤。现场群众不满警方的事后处理方式，与警察发生冲突，包括肇事车辆在内的3辆警车和2辆殡葬车砸坏。

## 案件经过
2011年10月29日中午，汝南县梁祝镇派出所所长王银鹏在梁祝镇镇上一家叫“龙华大酒店”的饭店陪人喝酒，一起喝酒的有十几个人。据酒店称，当时王银鹏是陪“来检查工作的领导”喝酒，喝的还是白酒。不过官方通告未提及和王银鹏喝酒的人是什么身份，与王银鹏是否是上下级关系，是否有人对王银鹏酒后驾车进行劝阻，一起喝酒的十几个人中是否也有人酒后驾驶。14时40分，酒后的王银鹏驾驶车牌号为“豫Q 3517 警”警车在汝南县汽车站东十字路口南侧发生事故，将路边2根路灯杆撞倒，造成4人当场死亡，4人受伤，其中1人在送往医院途中死亡。
被撞死的5人来自三个家庭，都是当地的农民，其中杨庄村的马峰和他的妻子、母亲都遇难了。当时他们一共有9个人在路边等车，他们是要准备到浙江去，到工厂里剥橘子，这个活干得麻利一个月能挣个1800元，等了半天车还没来，领队的赖春安顿好大家给大家买了馒头后，起身去打电话，而就是打电话让赖春躲过一劫。14时30分，王银鹏的白色桑塔纳2000警车失控地冲向坐在路边的马峰他们，先是直接撞到了几个人，而后又把路灯杆撞断，路灯杆又砸到人。附近的一个店主说，肇事警车当时从南向北行驶，开得很快，在靠近十字路口时，突然失控，在人群中“转了一个来回”。
| 姓 名  | 性别 | 年龄 | 身份                                       |
| ------ | ---- | ---- | ------------------------------------------ |
| 马峰   | 男   | 未知 | 河南省汝南县三桥乡贺屯大队杨庄村农民       |
| 张玉红 | 女   | 未知 | 马峰妻子                                   |
| 吴小化 | 女   | 未知 | 马峰母亲                                   |
| 商慧娟 | 女   | 58岁 | 河南省汝南县三桥乡贺屯大队杨庄村的邻村农民 |
| 裴小德 | 女   | 未知 | 未知                                       |

| 姓 名  | 性别 | 年龄 | 身份                   |
| ------ | ---- | ---- | ---------------------- |
| 徐慧   | 女   | 44岁 | 河南省汝南县三桥乡农民 |
| 陈小荣 | 女   | 59岁 | 河南省汝南县三桥乡农民 |
| 钟兰英 | 女   | 64岁 | 河南省汝南县三桥乡农民 |

汝南官方一负责人称，为了保护死伤者的隐私，死伤者名单不适宜公布。以上名单均为网络上收集。

### 引发群体冲突
结合其他媒体和网上的消息，警方赶到现场后还没有勘验现场就准备将尸体运往殡仪馆，有企图毁尸灭迹之嫌疑，遂引起引发当地围观民众的不满，引发冲突，现场至少有三辆侧翻损毁的警车和两辆殡仪馆的大面包车，其中包括肇事的豫Q 3517 警警车，据目击者称，肇事警车在事故中严重损伤，后来又被围观者砸毁，群众还在肇事车上找到大量的酒和刀具。还有民众站上警车示威追打政府人员。夜晚，当地更出现数千民众围堵公路，要求汝南县县长出面给出交代。官方为防止事态扩大，增派数百名防暴警察到场。截至29日晚上10时左右，人群暂被驱散，事件平息。另外，《广州日报》前去采访的记者被两名没有亮出证件的便衣男子夺走采访本，并在附近派出所被扣留了近40分钟。不过以上的细节并未获得官方的核实。

## 案发之后
- 2011年10月29日，王银鹏被汝南县警方刑事拘留[5]。

- 2011年10月30日，王银鹏因涉嫌以危险方法危害公共安全罪被汝南县人民检察院批准逮捕[11]。

- 2011年10月30日，公安部网站表示公安部领导高度重视此案，案发后立即派出工作组，进行督查，要求迅速查明事实，依法严惩犯罪。[12]

- 2011年10月31日，汝南县公安局局长曹林峰已因本案被免职[13]。

## 案件疑问
- 一、官方通告里，没有提及当日中午，王银鹏是和谁喝酒，这些人是否在明知王在驾车的情况下还进行劝酒、是否有王的上级领导，这些人是否也应追究。据王的同事称王平时几乎不喝酒。
- 二、王银鹏到底喝了多少酒，酒精度是多少，汝南警方虽侦查王银鹏为酒后驾驶，但并未公布其酒精度。
- 三、在赔偿善后的处理中，三家分开谈，明明没有人答应，却告诉家属有人答应了，又出现了谁先火化就奖励五万元钱。[4]

## 王银鹏其人
王银鹏，出生农村家庭，警校毕业后在汝南县金铺派出所工作了12年，从内勤、副所长做到指导员，2009年调任王岗派出所所长。2011年9月调任梁祝派出所所长。王银鹏住在汝南县城，妻子下岗，有个12岁的女儿，家庭条件一般。